# Кан, Николай Борисович
Кан Ен Бок (Николай Борисович Кан) (1944—2018) — организатор науки, основатель и ректор Сахалинского гуманитарно-технологического института.

## Биография
Родился (22.09.1944) и вырос на Сахалине.
Окончил теплоэнергетический факультет Московского энергетического института.
Несколько лет работал в Южно-Сахалинске мастером и начальником смены ТЭЦ.
В 1973—1991 преподаватель Южно-Сахалинского лесотехникума.
В 1991 году основал и возглавил первое на Дальнем Востоке негосударственное образовательное учреждение высшего образования — Сахалинский гуманитарно-технологический институт (Южно-Сахалинский институт экономики, права и информатики - ЮСИЭПИ).
В 1999 году защитил кандидатскую диссертацию (экономические науки) на тему «Управление процессами реформирования социальной сферы в регионе».
Награждён медалью ордена «За заслуги перед Отечеством» II степени.
Умер 19 августа 2018 года.